# يازمان الخادم
يازمان الخادم (تُوفي في 23 تشرين الأول 891) كان واليًا عباسيًّا على طرسوس وقائدًا عسكريًّا رئيسًا في المناطق الحدودية الإسلامية مع الإمبراطورية البيزنطية، في قيليقية (الثغور الشامية) من 882 حتى وفاته عام 891. اشتهر بسبب غاراته الناجحة على البيزنطيين.

## الحياة
ظهر يازمان لأول مرة في أيلول/تشرين الأول 882. في ذلك الوقت كان مولى ومخصي للفتح بن خاقان، وتعرض للاعتداء والسجن على يد عامل قيليقية الحدودية، خلف الفرغاني، الذي عيَّنه أحمد بن طولون، الحاكم المستقل لمصر وسوريا. حرر السكان المحليون يزمان، أثناء انتفاضتهم بعد ذلك، ورفضهم الحكم الطولوني، وعينوا يازمان زعيمًا لهم وعادوا إلى الولاء العباسي. ما لبث أن سار ابن طولون إلى طرسوس، لكن السكان فتحوا بوابات السد وغمروا السهل المحيط بالمدينة، مما أجبر ابن طولون على العودة إلى دمشق دون تحقيق أي شيء.
في عام 883، واجه يازمان جيشًا بيزنطيًا كبيرًا تم إرساله ضد طرسوس، عُرِف الجيش بقوات المدارس المحلية، وكان تحت قيادة كيستا ستايبيوتس. هاجم يازمان المعسكر البيزنطي في باب القلمية، على بُعد حوالي 12 كيلومترًا من طرسوس، في ليلة 11 أيلول، وفاجأ البيزنطيين. تشتتت القوات البيزنطية، وقُتل ستايبيوتيس وإستراتيجوس الأنطالوكي وأناتوليكون وكابادوكيا، وأُسِر الكثير من الجنود، واستُولِيَ على الغنائم. قاد يازمان غارة بحرية كبيرة بعد ذلك بوقت قصير، ضد قلعة يربوس (خالكيس)، التي تضم 30 سفينة كبيرة (من النوع المعروف باسم كمبوريا في اليونانية)، لكنها تعرضت للهزيمة بخسارات كبيرة على يد حاكم هيلاس المحلي أويانطيس. يسجل المؤرخ الطبري أن يازمان قاد أيضًا غارة برية في كانون الثاني/شباط 886 على البيزنطيين حتى وصل المسكنين (موقع مجهول اليوم)، وعاد إلى طرسوس دون وقوع إصابات ولكن مع الكثير من الغنائم والأسرى. على الأرجح في صيف نفس العام، قاد أيضًا غارة بحرية استولت على أربع سفن بيزنطية.
على الرغم من معارضته السابقة لهم، إلا وأنه في عام 890، أقسم يازمان على الولاء للطولونيين، في عهد خمارويه الطولوني. في 4 تشرين الثاني 891، وصل الضابط الطولوني، أحمد بن توغان العجيفي، إلى طرسوس. جنبًا إلى جنب مع يزمان، وقاد الأخير غارة أخرى على الأراضي البيزنطية. حاصر المسلمون قلعة صلندو البيزنطية، ولكن في 22 تشرين الثاني أُصيب يازمان بحجر ألقي به من منجنيق، ما دفع المسلمين إلى فك الحصار، وتُوفي في اليوم التالي في طريق العودة. حملته قواته إلى طرسوس ودفنوه عند بوابة الجهاد. وخلفه أحمد بن توغان العجيفي. ظلَّت طرسوس تحت السيطرة الطولونية حتى عام 897، عندما استعادها العباسيون.
كانت وفاة يازمان بمثابة خسارة فادحة للمسلمين، الذين اعتبروه من أكثر أبطالهم شجاعةً، في مواجهة البيزنطيين الحدودية المستمرة، إلى جانب عمر الأقطع وعلي الأرمني. وذكرت المصادر العربية أن البحارة الذين كانوا تحت إمرته اشتهروا بصلابتهم وشجاعتهم. وفقًا لرواية المسعودي (مروج الذهب، المجلد الثامن، الصفحة 74-75) التي تعود إلى القرن العاشر، أخبره أحد اليونانيين الذين تحولوا إلى الإسلام أن يازمان كان من بين المسلمين العشرة اللامعين الذين عُرضت صورهم في بعض الكنائس البيزنطية اعترافًا ببسالتهم.